# Liste der Kulturdenkmäler in Lochum
In der Liste der Kulturdenkmäler in Lochum sind alle Kulturdenkmäler der rheinland-pfälzischen Ortsgemeinde Lochum aufgeführt. Grundlage ist die Denkmalliste des Landes Rheinland-Pfalz (Stand: 21. Dezember 2021).

## Lochum
| Bezeichnung    | Lage                                | Baujahr                            | Beschreibung                                                 | Bild                           |
| -------------- | ----------------------------------- | ---------------------------------- | ------------------------------------------------------------ | ------------------------------ |
| Kriegerdenkmal | Auf der Bitz, auf dem Friedhof Lage | 20. Jahrhundert                    | Kriegerdenkmal des Ersten und Zweiten Weltkriegs             | weitere Bilder Fotos hochladen |
| Brunnen        | Hauptstraße Lage                    | zweite Hälfte des 19. Jahrhunderts | gusseiserner Laufbrunnen, zweite Hälfte des 19. Jahrhunderts | weitere Bilder Fotos hochladen |
| Gemeindehaus   | Hauptstraße 10 Lage                 | um 1900                            | ehemalige Schule, Quadermauerwerk, um 1900                   | Fotos hochladen                |